# Il y a un dieu pour les ivrognes
Il y a un dieu pour les ivrognes és un curtmetratge mut francès del 1908 dirigit per Georges Méliès. La pel·lícula, de la qual només se'n conserva un fragment, se centra en un borratxo la família del qual es salva de la violència, i que finalment aconsegueix renunciar al seu alcoholisme gràcies a una sèrie d'accidents feliços.

## Trama
En un saloon, un borratxo es troba en tan mal estat que es crida a la policia per treute'l i portar-lo a casa. La seva arribada allà desperta la seva dona i la seva filla adormides; quan li retreuen la seva borratxera, reacciona violentament i els empeny a ambdues per una finestra. Amb una sort miraculosa, totes dues sobreviuen a l'atac; la filla cau a la cistella d'un vianant, i la dona queda atrapada al costat de l'edifici quan cau.
El borratxo, que es creu que ha assassinat la seva família, es sorprèn de sobrietat i intenta penjar-se. Tanmateix, la corda es trenca just quan entra un agent de policia que porta la dona i la filla. L'exborratxo es compromet a no tocar mai més una gota d'alcohol, i tota la família està contenta.

## Producció
Un actor conegut com a Manuel, que col·laborava sovint amb Méliès, interpreta el paper del borratxo, amb Fernande Albany com a transeünt i possiblement el mateix Méliès com a comissari de policia. Com moltes de les pel·lícules que Méliès va fer durant aquesta època, especialment el 1908, la pel·lícula es va rodar en part al seu estudi a Montreuil (Sena Saint-Denis), i en part a l'aire lliure a la propietat dels voltants; la casa de la família Méliès és visible a la pel·lícula. Només es va utilitzar un efecte especial, l'escamoteig.
La pel·lícula imita l'estil realista que els estudis francesos rivals Pathé i Gaumont havien començat a desenvolupar, amb un èxit comercial considerable, l'any 1906. Es pot comparar especialment amb algunes de les pel·lícules realitzades per Pathé de Ferdinand Zecca, com ara L'Alcoolisme engendre la Tuberculose (1905), L'Incendiaire (1905), i L'Assommoir (1908). No és clar si Méliès o Manuel s'encarregaven de la posada en escena.

## Llançament i supervivència
Il y a un dieu pour les ivrognes va ser venuda per la Star Film Company de Méliès i està numerada 1044–1049 als seus catàlegs. Perviu un fragment de la pel·lícula; la resta es presumeix perduda.